# IC 3900
IC 3900 је спирална галаксија у сазвјежђу Береникина коса која се налази на листи објеката дубоког неба у Индекс каталогу.
Деклинација објекта је + 27° 15' 5" а ректасцензија 12h 55m 41,2s. Привидна величина (магнитуда) објекта IC 3900 износи 14,0 а фотографска магнитуда 15,0. IC 3900 је још познат и под ознакама MCG 5-31-9, CGCG 160-19, PGC 44068.